# Pobles indígenes

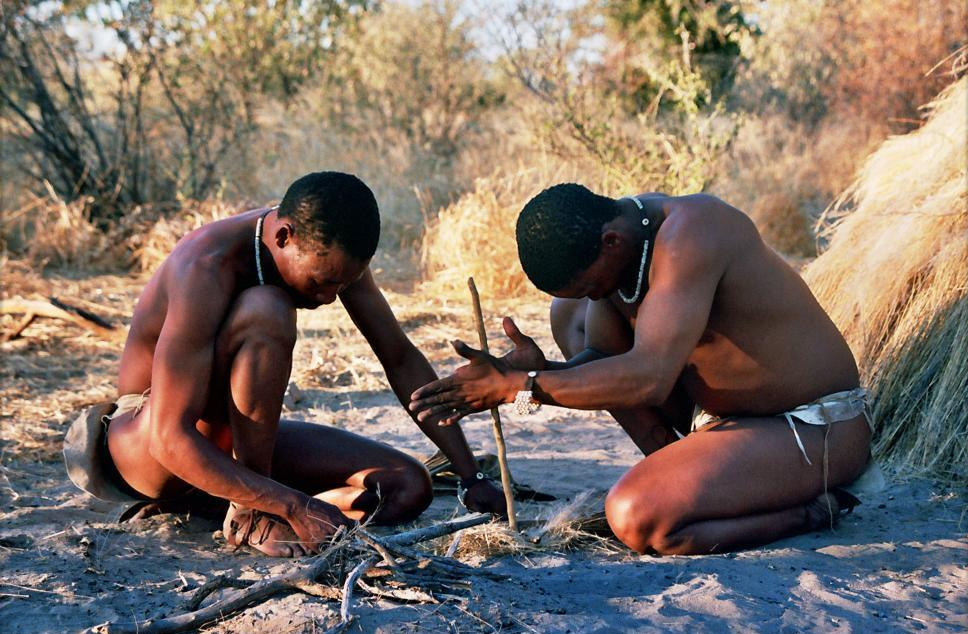
Persones san de Botswana fan foc amb les mans

Els pobles indígenes, primers pobles, originaris o aborígens, són grups ètnics que són els primers habitants d'una regió determinada, en contrast amb els grups que s'han assentat, ocupat o colonitzat l'àrea més recentment. Especialment s'utilitza el terme si aquests pobles no han estat en contacte amb altres pobles i ètnies.
El terme indígena va ser el primer, en el seu context modern, utilitzat pels europeus, que l'empraren per diferenciar els pobles indígenes d'Amèrica de les persones procedents de les Amèriques com a esclaus d'Àfrica. Potser va ser utilitzat per primer cop en aquest context per sir Thomas Browne el 1646, que va afirmar que "tot i que en moltes parts hi ha actualment eixams de negres que serveixen als espanyols, tots van ser transportats des d'Àfrica des del descobriment de Colom; i no són nadius indígenes o propis d'Amèrica".
Els pobles se solen descriure com a indígenes quan mantenen tradicions o altres aspectes d’una cultura primerenca associada a una regió determinada. No tots els pobles indígenes comparteixen aquesta característica, ja que molts n'han adoptat elements substancials d’una cultura colonitzadora, com ara el vestit, la religió o la llengua. Els pobles indígenes es poden establir en una regió determinada (sedentària) o poden presentar un estil de vida nòmada en un territori ampli, però generalment s’associen històricament a un territori específic, del qual depenen. Les societats indígenes es troben en totes les zones climatològiques habitades i en tots els continents del món, excepte a l’Antàrtida. Es calcula que hi ha aproximadament cinc mil nacions indígenes en tot el món.
Com a mínim des del segle xv, les terres dels pobles indígenes han estat envaïdes i ocupades per colonitzadors europeus, inicialment per difondre el cristianisme mitjançant la doctrina del descobriment. Milers de nacions indígenes de tot el món continuen ocupades per prop de dos-cents estats que es van formar com a resultat del colonialisme. Els pobles indígenes continuen enfrontant-se a amenaces per a la seva sobirania, el benestar econòmic, les llengües, les formes de conèixer i l'accés als recursos dels quals depenen les seves cultures. Els drets dels indígenes han estat establerts en el dret internacional per les Nacions Unides, l'Organització Internacional del Treball i el Banc Mundial. El 2007, l’ONU va emetre una Declaració sobre els drets dels pobles indígenes (UNDRIP) per orientar les polítiques nacionals dels estats membres cap als drets col·lectius dels pobles indígenes, inclosa la cultura, la identitat, la llengua i l’accés a l’ocupació, la salut, l'educació de qualitat i els recursos naturals.
Les estimacions de la població mundial total de pobles indígenes oscil·la entre els 250 i els 600 milions. Això es deu al fet que les designacions i terminologies oficials sobre qui es considera indígena varien àmpliament entre estats. Als colonitzats per europeus, com ara Amèrica, Austràlia, Nova Zelanda i Oceania, l'estatus indígena generalment s'aplica sense problemes als grups descendents de pobles que hi vivien abans de la invasió i l'assentament europeu. A Àsia i Àfrica, on viuen la majoria de pobles indígenes, les xifres de població indígena són menys clares i poden fluctuar dràsticament, ja que els estats tendeixen a no considerar la població dels pobles indígenes o a definir-los amb una terminologia diferent.

## Etimologia
Indígena deriva de la paraula llatina indigena, que significa 'sorgit de la terra, nadiu' i -gene 'néixer'. El llatí indigena es basa en el llatí arcaic indu 'en, dins de' + gignere 'engendrar, produir'. Indu prové de la paraula grega arcaica endo, 'dins', que és una forma estesa del protoindoeuropeu en o 'dintre'. Els orígens del terme indígena no es relacionen de cap manera amb els orígens del terme indi, que, fins fa poc, s’aplicava comunament als pobles indígenes d'Amèrica. Qualsevol poble, grup ètnic o comunitat determinada es pot descriure com a indígena.
Autòcton s’origina a partir del grec αὐτός autós, que significa 'auto / propi', i χθών chthon, que significa 'terra'. El terme es basa en l'arrel indoeuropea dhghem- (terra). El primer ús documentat d'aquest terme fou el 1804.

## Definicions
El terme "pobles indígenes" fa referència a grups culturalment diferents afectats per la colonització. Com a referència a un grup de persones, el terme indígena va entrar en ús per primera vegada pels europeus que el van utilitzar per diferenciar els pobles indígenes d'Amèrica dels africans esclavitzats. Probablement el va utilitzar per primer cop en aquest context Thomas Browne. Al capítol 10 de Pseudodoxia Epidemica (1646) titulat "De la negror dels negres", Browne va escriure "i, tot i que en moltes parts hi ha actualment eixams de negres que serveixen als espanyols, tot i que tots van ser transportats des dÀfrica des del descobriment de Colom; i no són nadius indígenes o propis dAmèrica".
Als anys 1970, el terme es va passar a utilitzar com una manera de relacionar les experiències, els problemes i les lluites de grups de persones colonitzades a través de les fronteres internacionals. En aquest moment, també es va començar a emprar el terme "pobles indígenes" per a descriure una categoria legal en la nova legislació indígena. L'ús de la "s" en "pobles" reconeix que hi ha diferències reals entre els diferents pobles indígenes. James Anaya, exrelator especial sobre els drets dels pobles indígenes, va definir-los com a "descendents vius dels habitants abans de la invasió en terres ara dominades per altres. Són grups culturalment diferents que es troben envoltats per altres societats de colons nascudes de forces de l'imperi i la conquesta".

### Definicions nacionals
Al llarg de la història, diferents estats designen els grups dins dels seus límits que són reconeguts com a pobles indígenes segons la legislació internacional o nacional amb termes diferents. Els indígenes també n'inclouen aquells basats en la seva descendència de poblacions que habitaven el país quan van arribar religions i cultures no indígenes —o en l'establiment de les fronteres estatals actuals— que conserven algunes o totes les seves pròpies institucions socials, econòmiques, culturals i polítiques, però que poden haver estat desplaçats dels seus dominis tradicionals o que hagin estat reassentats fora dels seus dominis ancestrals.
L'estatus dels grups indígenes en la relació de submissió es pot caracteritzar en la majoria de casos com a marginats o aïllats efectivament en comparació amb els grups majoritaris o el conjunt de l'estat-nació. La seva capacitat per influir i participar en les polítiques externes que poden exercir jurisdicció sobre les seves terres i pràctiques tradicionals és molt freqüentment limitada. Aquesta situació pot persistir fins i tot en el cas en què la població indígena sigui superior a la dels altres habitants de la regió o estat; la noció que es defineix aquí és la de la separació dels processos de decisió i de regulació que tenen alguna influència, almenys titular, sobre aspectes de la seva comunitat i els drets sobre la terra.
Les lleis i costums culturals externs poden actuar potencialment o realment per restringir les pràctiques i observances d'una societat indígena. Aquestes restriccions es poden imposar fins i tot quan la societat indígena està regulada en gran manera per la seva pròpia tradició i costum. Es poden imposar a propòsit o sorgir com a conseqüència no desitjada de la interacció transcultural. Poden tenir un efecte mesurable, fins i tot si es contraresten amb altres influències i accions externes considerades beneficioses o que promouen els drets i interessos indígenes.

### Nacions Unides
La primera reunió del grup de treball de les Nacions Unides sobre les poblacions indígenes (WGIP) es va realitzar el 9 d'agost de 1982 i aquesta data se celebra ara com el Dia Internacional dels Pobles Indígenes. El 1982, el grup va acceptar una definició preliminar de José R. Martínez-Cobo, Relator Especial sobre Discriminació contra les Poblacions Indígenes:
Les comunitats, pobles i nacions indígenes són aquelles que, tenint una continuïtat històrica amb les societats anteriors a la invasió i precolonials que es van desenvolupar als seus territoris, es consideren diferents dels altres sectors de les societats que ara prevalen en aquests territoris o parts d’ells. Actualment formen sectors de la societat no dominants i estan decidits a preservar, desenvolupar i transmetre a les generacions futures els seus territoris ancestrals i la seva identitat ètnica, com a base de la seva existència continuada com a pobles, d’acord amb els seus propis patrons culturals, institucions socials i sistemes jurídics.
L’impuls principal a l’hora de considerar la identitat indígena prové de considerar els impactes històrics del colonialisme europeu. Un informe de les Nacions Unides de 2009 publicat per la Secretaria del Fòrum Permanent sobre qüestions indígenes afirma:
Durant segles, des del moment de la seva colonització, conquesta o ocupació, els pobles indígenes han documentat històries de resistència, malfiança o cooperació amb els estats, demostrant així la seva convicció i la seva determinació a sobreviure amb les seves diferents identitats sobiranes. De fet, els pobles indígenes eren sovint reconeguts com a pobles sobirans pels estats, tal com demostren els centenars de tractats signats entre els pobles indígenes i els governs dels Estats Units, Canadà, Nova Zelanda i altres. I, no obstant això, a mesura que les poblacions indígenes disminuïen i les poblacions de colons eren cada vegada més dominants, els estats eren cada vegada eren més reticents a reconèixer la sobirania dels pobles indígenes. Els mateixos pobles indígenes, al mateix temps, van continuar adaptant-se a les circumstàncies canviants mantenint la seva identitat diferent com a pobles sobirans.
L'Organització Mundial de la Salut defineix les poblacions indígenes així: "comunitats que viuen dins o estan adherides a hàbitats tradicionals o territoris ancestrals geogràficament diferents i que s'identifiquen com a membres d'un grup cultural distint, descendents de grups presents a la zona abans que es creessin estats moderns i es definissin les fronteres actuals. Generalment mantenen identitats culturals i socials i institucions socials, econòmiques, culturals i polítiques, separades de la societat o cultura dominants o dominants".